# Postlow
Postlow er en by og kommune i det nordøstlige Tyskland, beliggende i Amt Anklam-Land i den centrale del af Landkreis Vorpommern-Greifswald. Landkreis Vorpommern-Greifswald ligger i delstaten Mecklenburg-Vorpommern.
Indtil 31. december 2004 hørte kommunen under Amt Krien.

## Geografi
Byen er beliggende ca. fem kilometer vest for Anklam på sydsiden af floden Peene ved Bundesstraße B 199 og B 110.
I kommunen ligger ud over Postlow, landsbyerne:
- Görke
- Tramstow
- Görkeburg

## Eksterne kilder og henvisninger
- Wikimedia Commons har flere filer relateret til Postlow
- Byens side Arkiveret 23. februar 2017 hos  Wayback Machine på amtets websted
- Statistik Arkiveret 23. februar 2017 hos  Wayback Machine